# استان لچه
استان لچه (به ایتالیایی: Provincia di Lecce) استانی در ناحیهٔ آپولیای ایتالیاست و مرکز آن شهر لچه می‌باشد. 
این استان به‌طور کامل در شبه‌جزیرهٔ سالنتو واقع شده و دومین استان پرجمعیت ناحیهٔ آپولیا و بیست و یکمین استان پرجمعیت ایتالیا به‌شمار می‌آید.
سواحل ملندونیو و اوترانتو سالانه میزبان میلیون ها گردشگر هستند. 
پارک آبی و فانوس های دریایی از دیگر اماکن تفریحی آن هستند. 
مهم‌ترین محصول کشاورزی زیتون میباشد.

## شهرستان ها
مساحت استان لچه ۲٬۷۵۹ کیلومتر مربع است و جمعیت کل آن تا ۳۱ دسامبر ۲۰۰۹ برابر با ۸۱۳٬۵۵۶ نفر بوده است. 
این استان ۹۷ شهرستان یا کُمونه (درجمع کُمونی) دارد که مهمترین آنها به‌ترتیب جمعیتشان در سال ۲۰۰۹ در جدول زیر آورده شده است:
| شهرستان           | جمعیت  |
| ----------------- | ------ |
| لچه               | ۹۴٬۹۴۹ |
| ناردو             | ۳۱٬۱۹۵ |
| گالاتینا          | ۲۷٬۳۱۷ |
| کُوپِرتینو          | ۲۴٬۴۵۲ |
| گالیپولی          | ۲۱٬۰۳۸ |
| کسارانو           | ۲۰٬۵۹۳ |
| تریکاسه           | ۱۷٬۸۳۲ |
| گالاتونه          | ۱۵٬۸۵۰ |
| مالیه             | ۱۴٬۹۸۲ |
| ترپوتزی           | ۱۴٬۷۰۲ |
| اسکوئینزانو       | ۱۴٬۶۳۶ |
| سوربو             | ۱۴٬۴۹۴ |
| ولیه              | ۱۴٬۳۳۷ |
| لِوِرانو            | ۱۴٬۱۷۷ |
| مونته‌رونی دی لیچه | ۱۳٬۸۹۵ |
| تاویانو           | ۱۲٬۶۹۸ |
| توریسانو          | ۱۲٬۶۸۲ |
| کارمیانو          | ۱۲٬۳۰۷ |
| اوجِنتو            | ۱۲٬۰۷۶ |
| کاوالینو          | ۱۱٬۹۹۵ |
| ماتینو            | ۱۱٬۸۱۴ |
| لیتزانلو          | ۱۱٬۳۷۶ |
| کامپی سالِنتینا    | ۱۰٬۹۲۵ |
| رکاله             | ۱۰٬۸۰۶ |

## نگارخانه

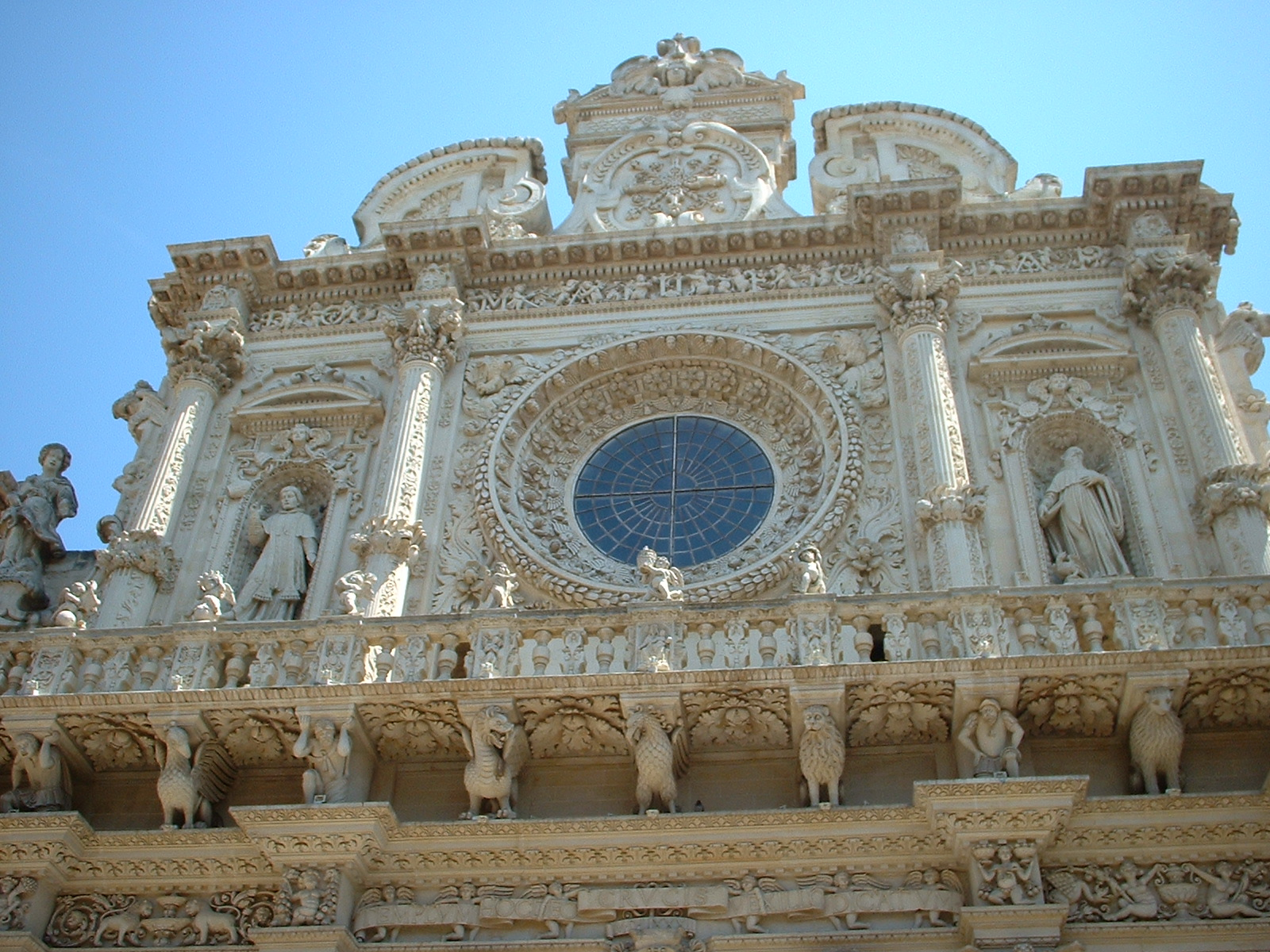
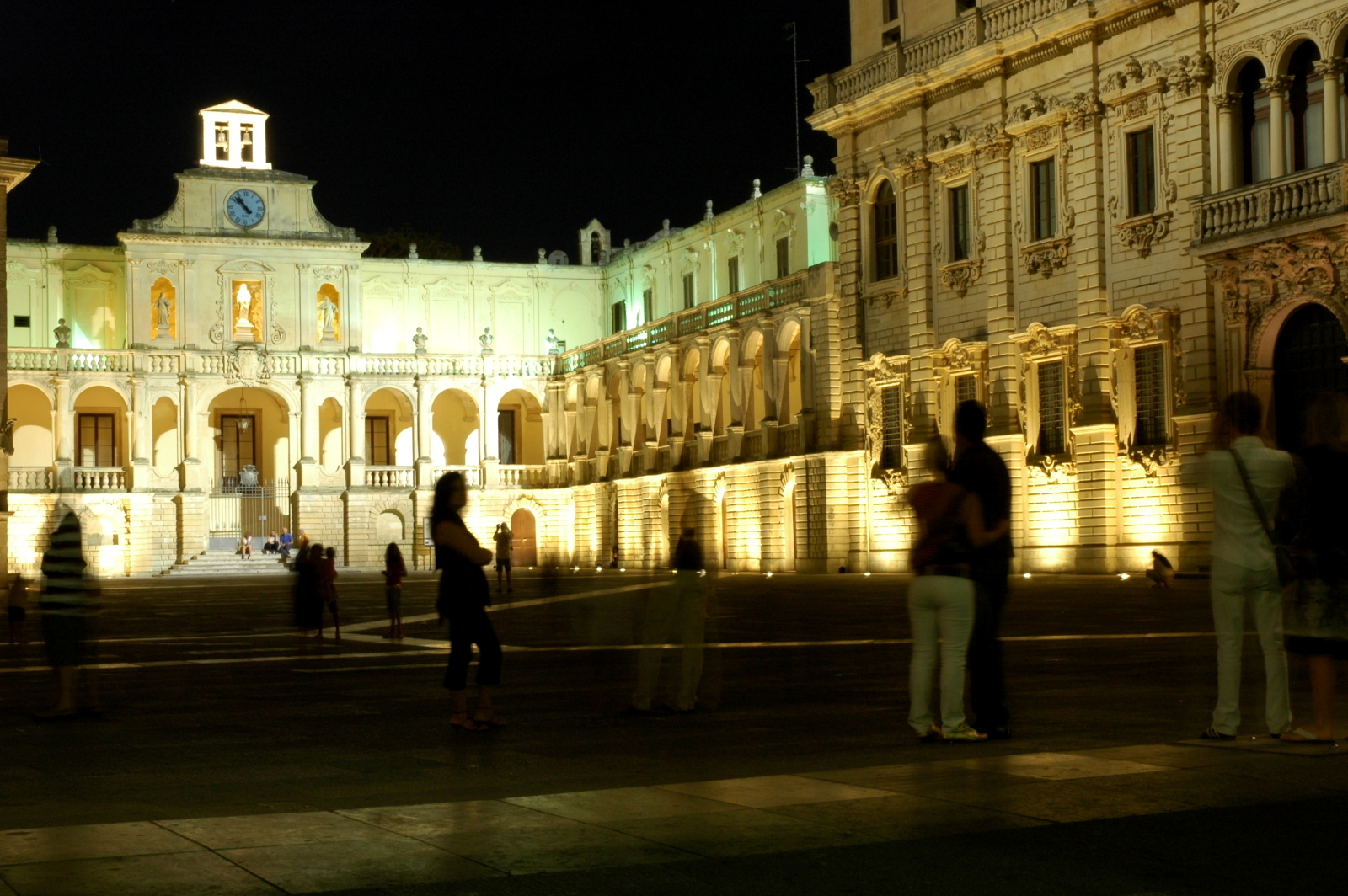
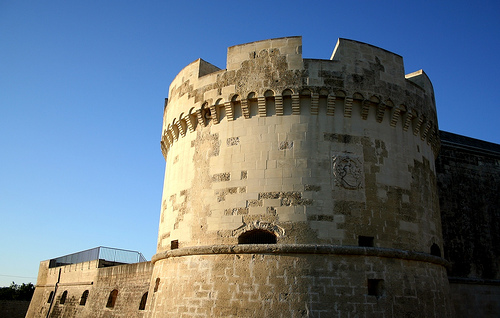
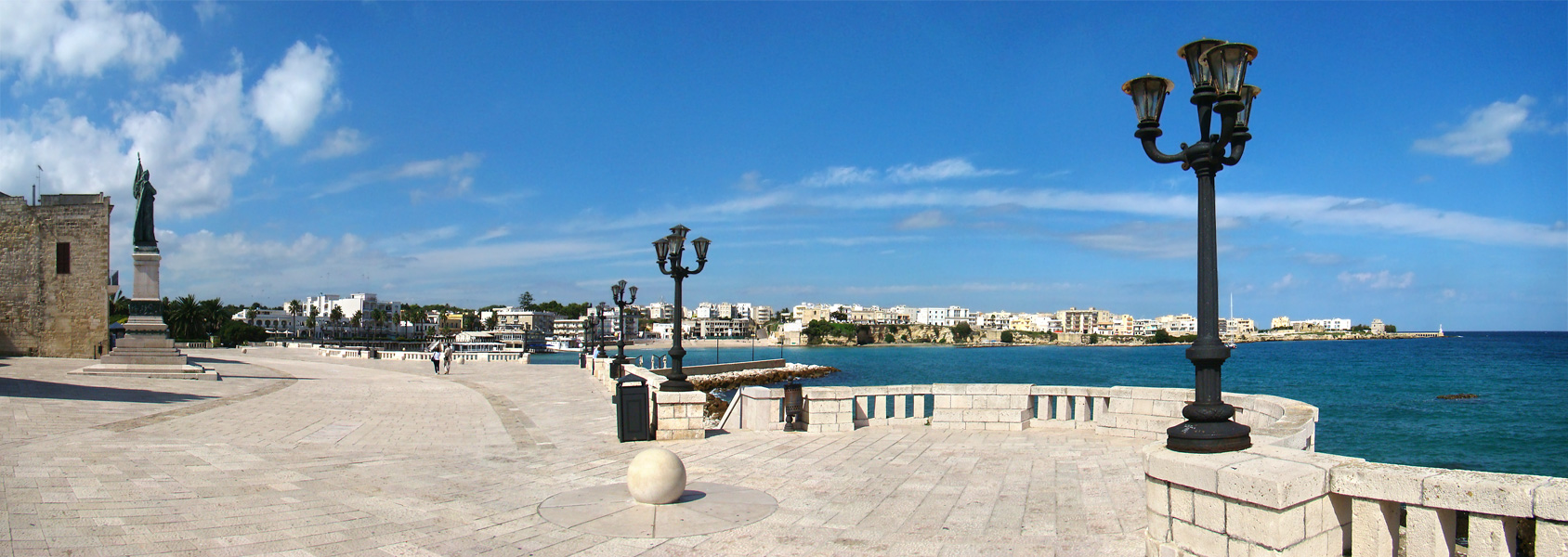
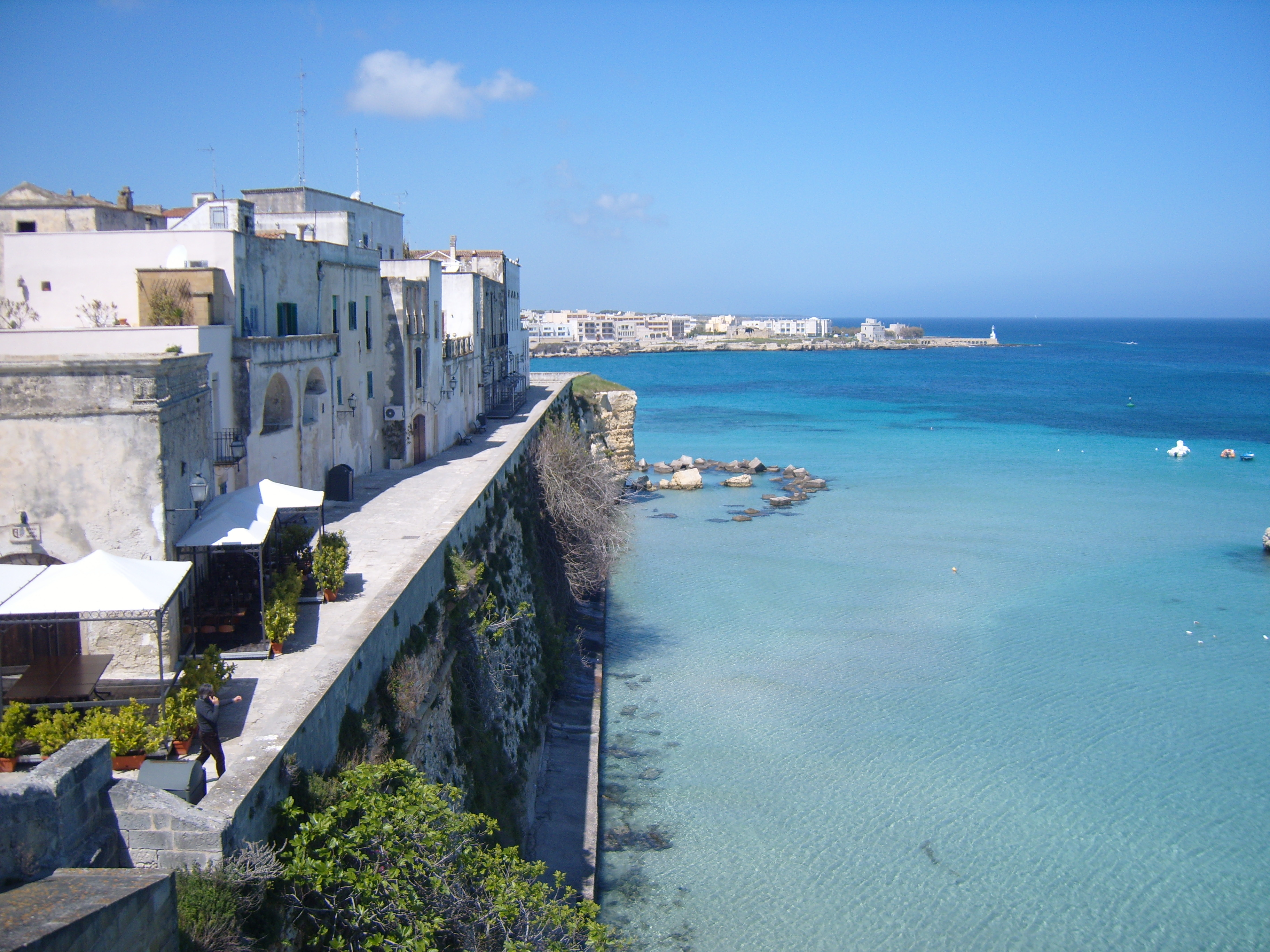
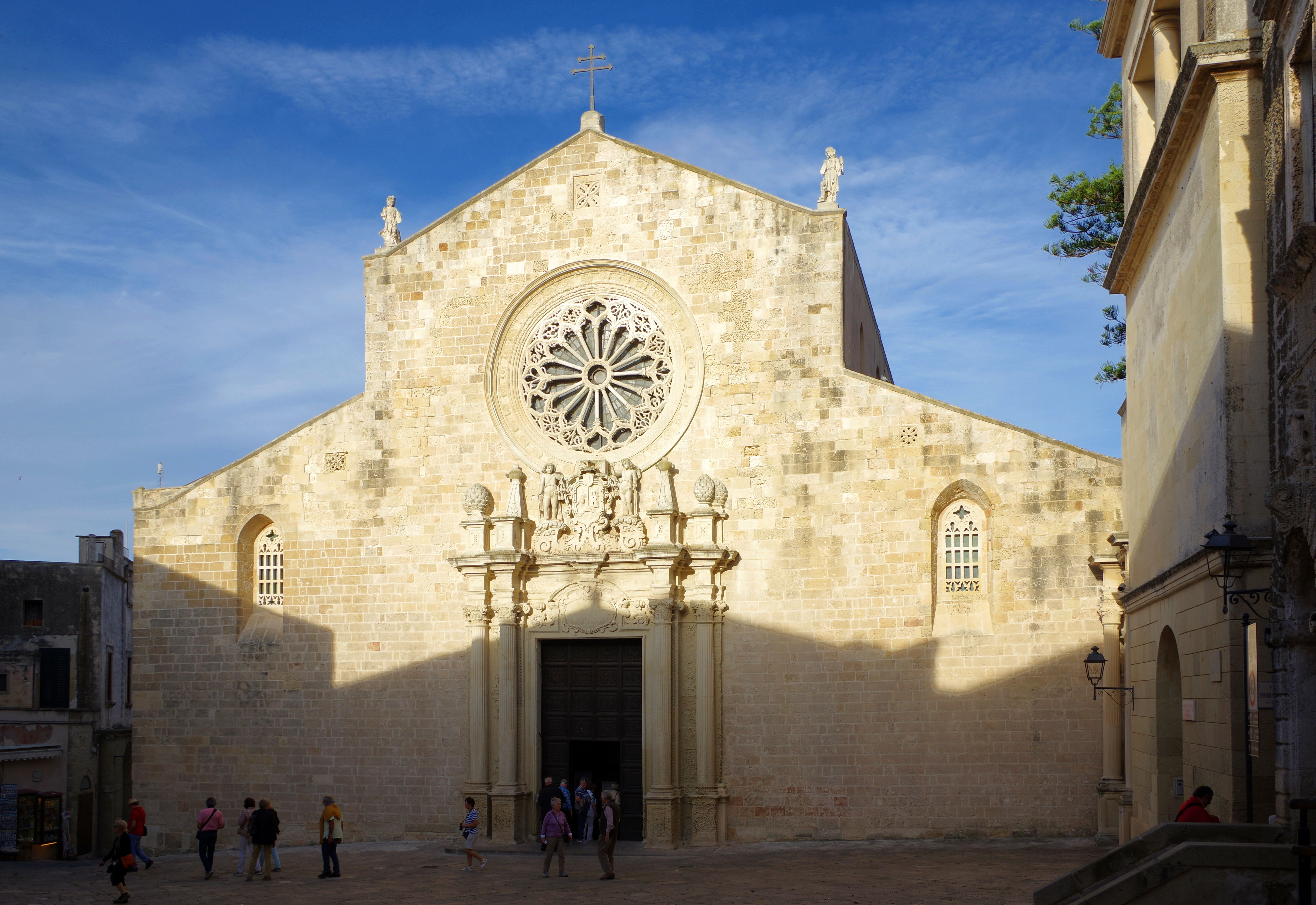
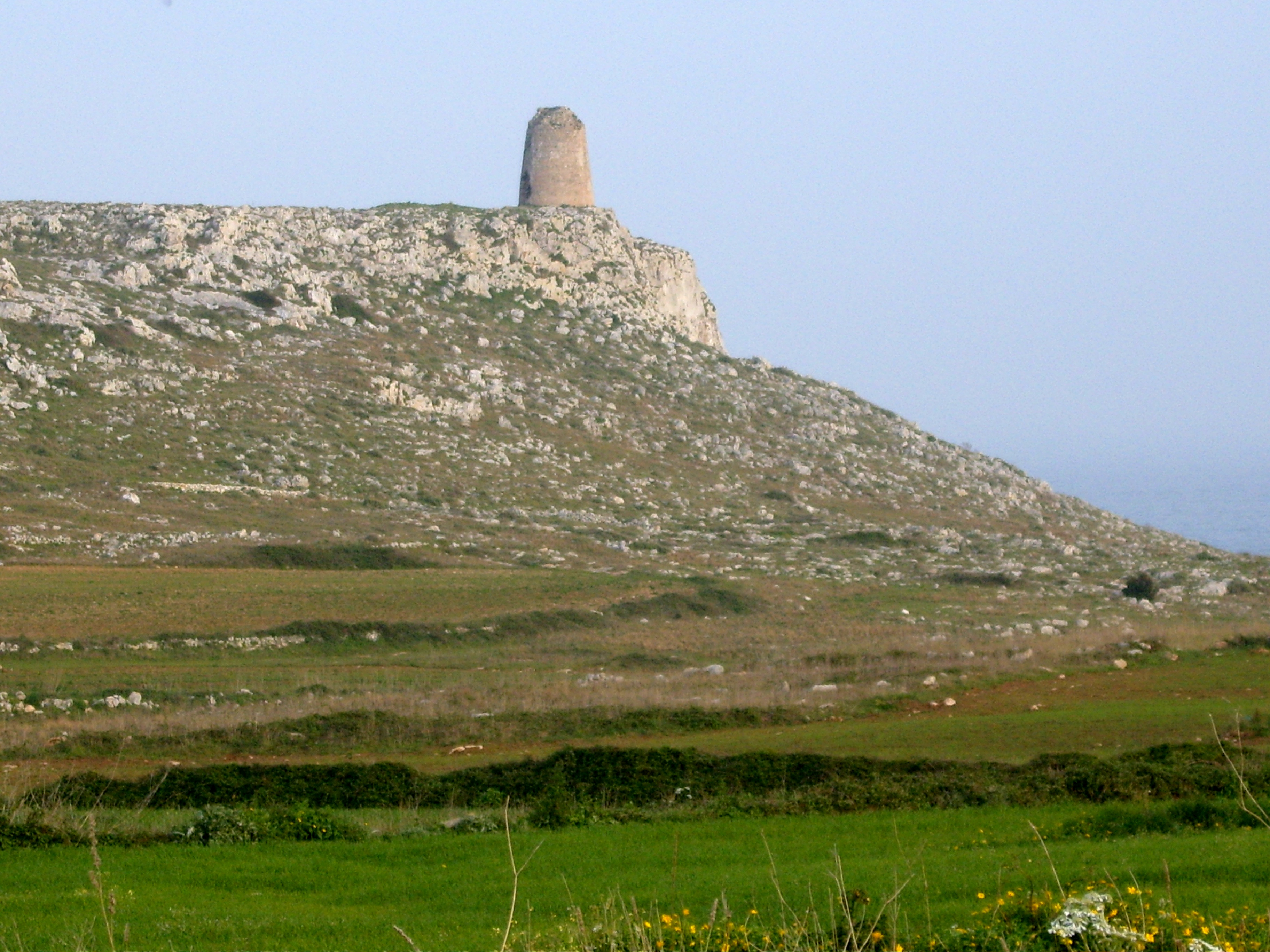
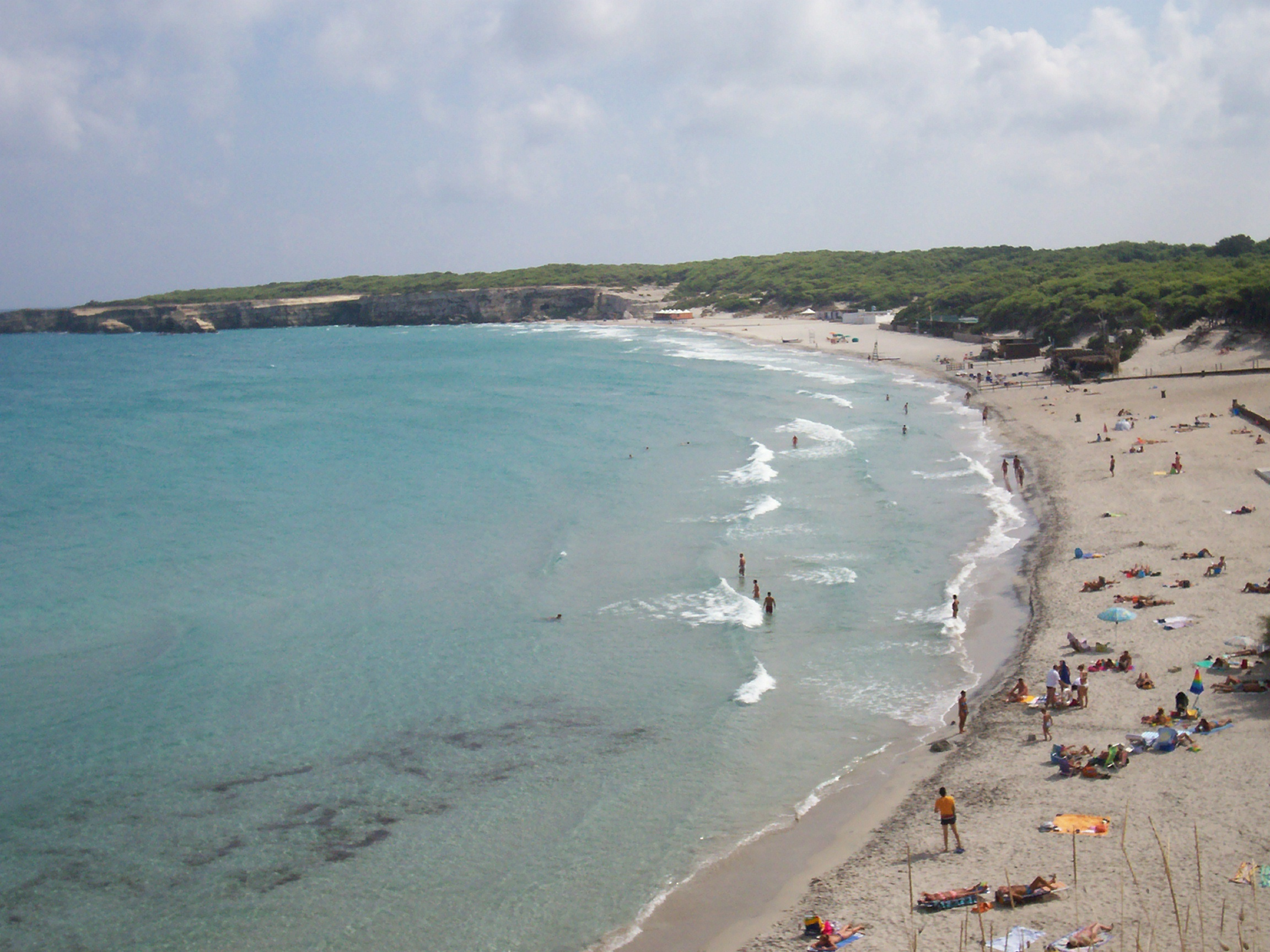
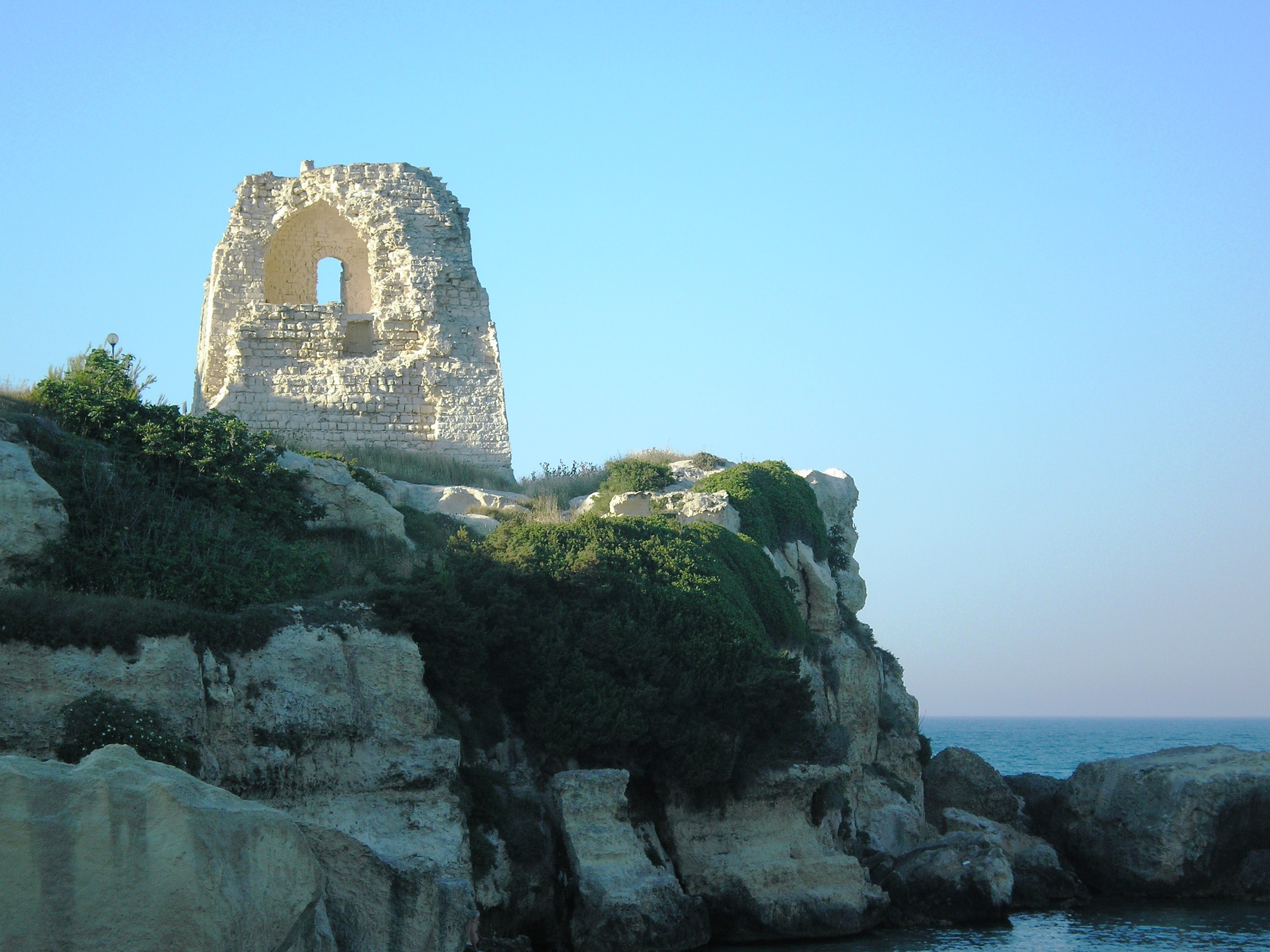
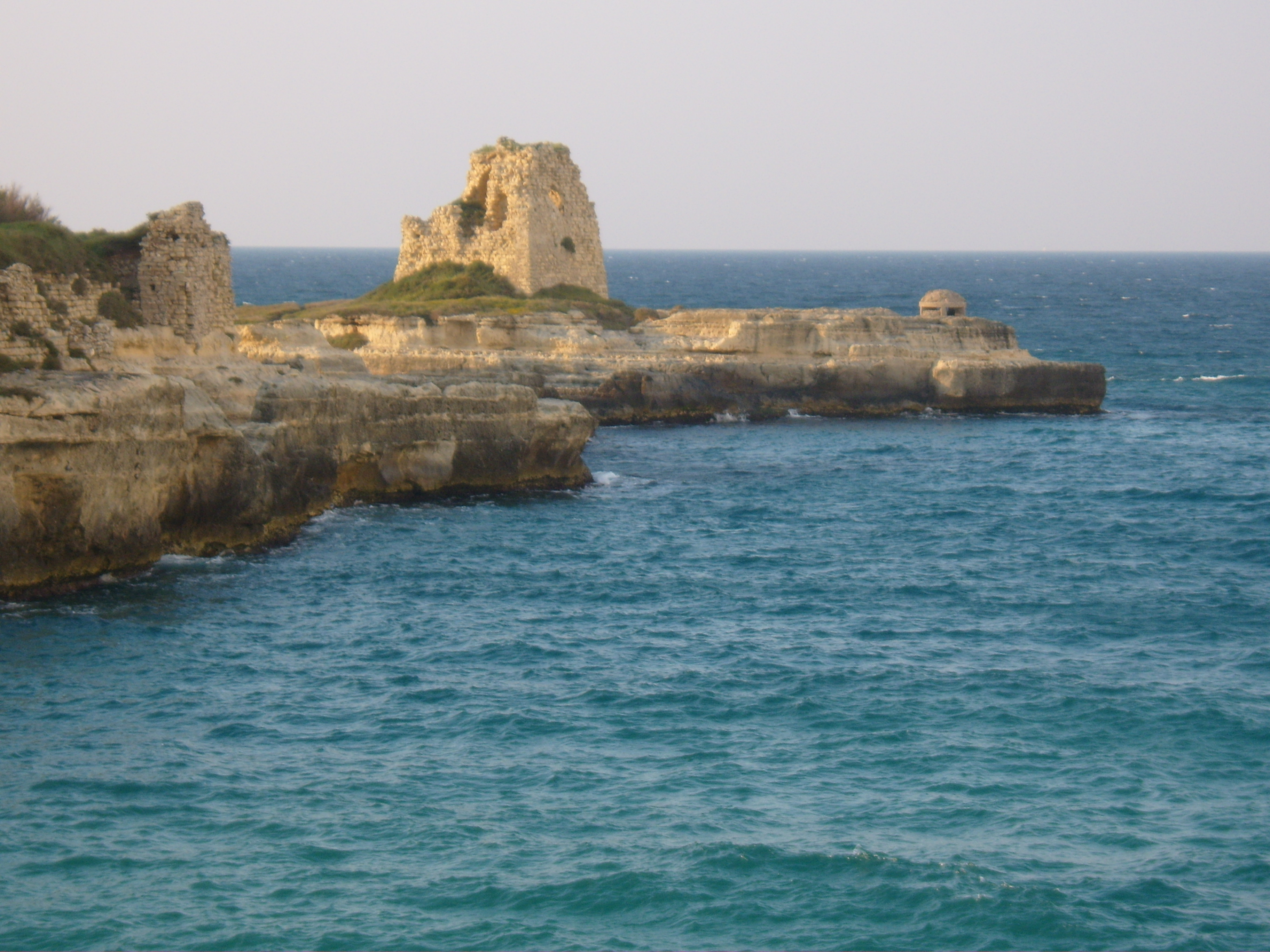
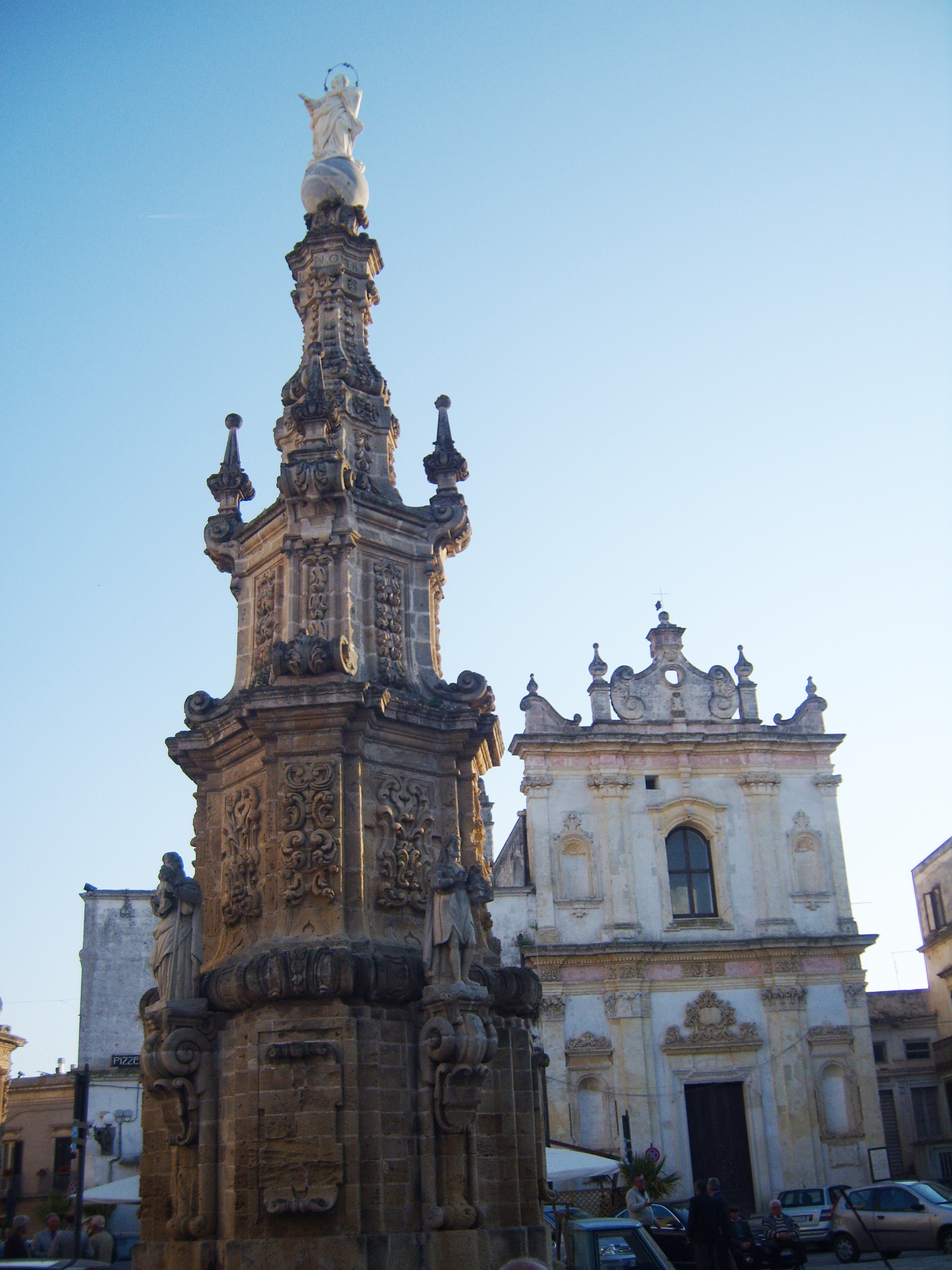
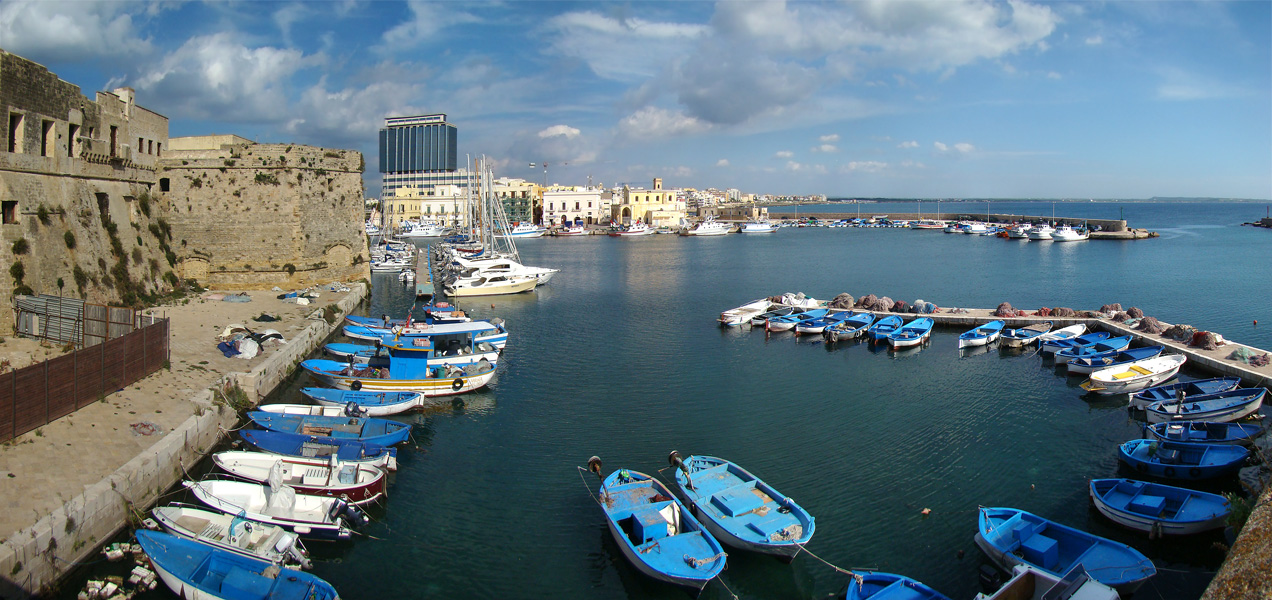
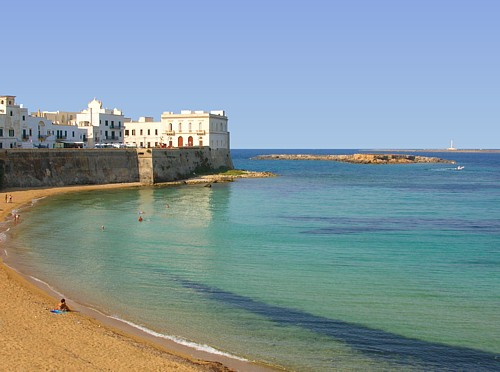
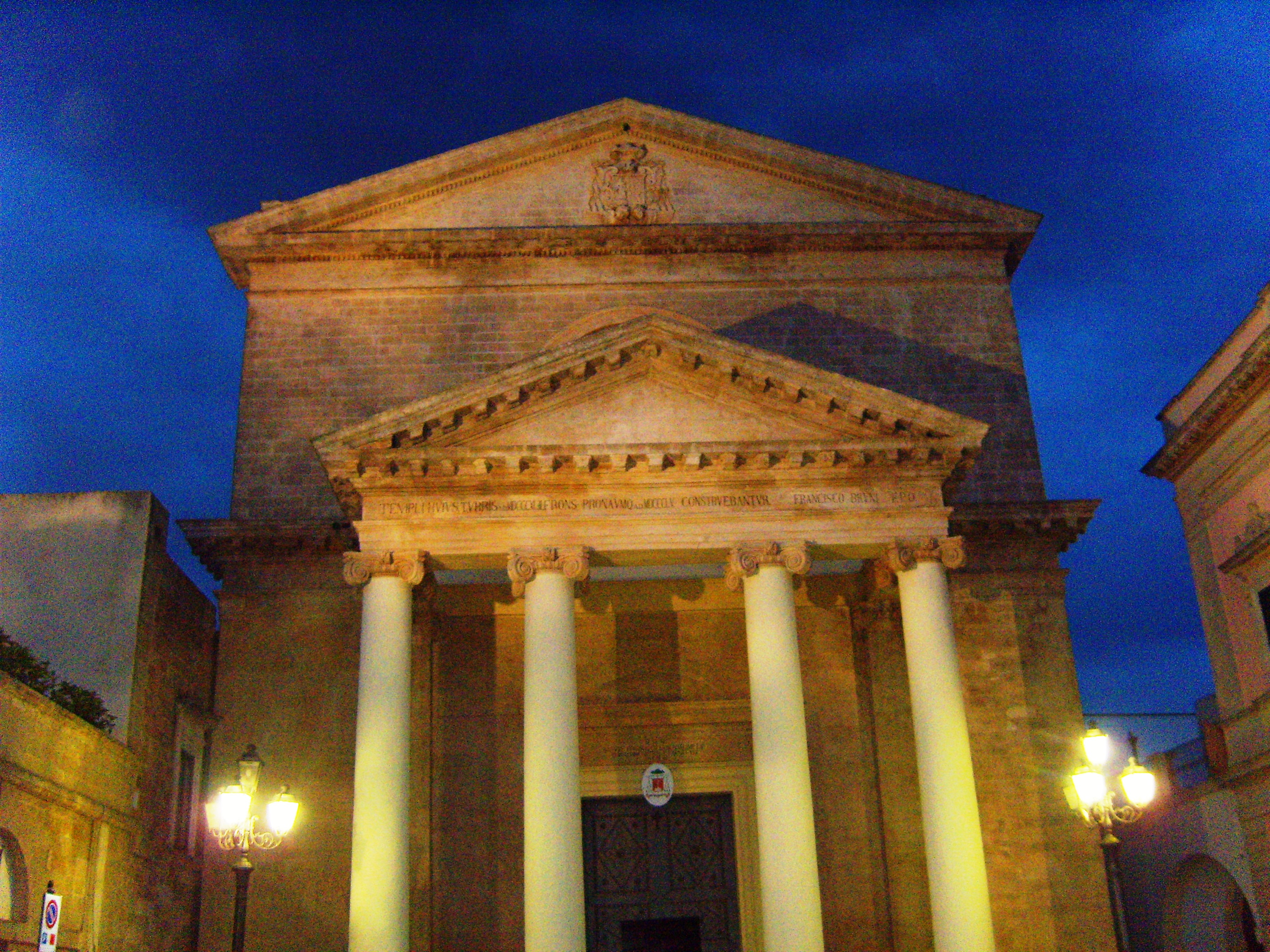